# Верхньоігнашкино
Верхньоігна́шкино (рос. Верхнеигнашкино) — село у складі Грачовського району Оренбурзької області, Росія.
Стара назва — Верхнє Ігнашкино.

## Населення
Населення — 535 осіб (2010; 691 у 2002).
Національний склад (станом на 2002 рік):
- чуваші — 65 %
- росіяни — 30 %